# Phasmahyla guttata
Phasmahyla guttata é uma espécie de anfíbio da família Phyllomedusidae. Endêmica do Brasil, pode ser encontrada nos estados do Espírito Santo, Rio de Janeiro, São Paulo e Paraná.